# Arita
Arita (有田町?) è una cittadina giapponese della prefettura di Saga, nota per la produzione della porcellana chiamata in occidente porcellana di Imari ed in Giappone Arita-yaki (有田焼?).